# Antonino Parrinello
Antonino Casimiro Parrinello, né le 2 octobre 1988 à Castelvetrano, est un coureur cycliste italien.

## Biographie
Il passe professionnel en 2012 au sein de l'équipe Androni Giocattoli-Venezuela. Après trois saisons, il rejoint en 2015 D'Amico Bottecchia pour deux saisons. Il signe en 2017 avec l'équipe GM Europa Ovini, puis met un terme à sa carrière faute de proposition.

## Palmarès

### Par années
- 2008
  - Circuito Valle del Resco
- 2009
  - Gran Premio Montanino
  - Grand Prix de la ville d'Empoli
  - 2e du Trophée Mario Zanchi
  - 2e du Gran Premio Sportivi Poggio alla Cavalla
- 2010
  - Pistoia-Fiorano
  - Trofeo Nesti e Nelli
  - Gran Premio Chianti Colline d'Elsa
  - Gran Premio Comune di Cerreto Guidi
  - Trophée Rigoberto Lamonica
  - 3e du Trofeo Castelnuovo Val di Cecina
  - 3e de Florence-Viareggio
- 2011
  - Gran Premio Pretola
  - Coppa Penna
  - Circuito Valle del Resco
  - Grand Prix de la ville de Vinci
  - Gara Ciclistica Montappone
  - Gran Premio Industria del Cuoio e delle Pelli
  - Ruota d'Oro
  - 2e du Giro del Montalbano
  - 3e de Florence-Empoli
  - 3e de Florence-Viareggio
- 2015
  - 2e du Tour de Berne
- 2016
  - Classement général de la Ronde de l'Oise
  - Coupe des Carpates
- 2017
  - Grand Prix Adria Mobil

### Classements mondiaux
| Année           | 2009 | 2010 | 2011 | 2012 | 2013 | 2014 | 2015 | 2016 | 2017 |
| --------------- | ---- | ---- | ---- | ---- | ---- | ---- | ---- | ---- | ---- |
| UCI Asia Tour   |      |      |      | 274e |      |      |      |      |      |
| UCI Europe Tour | 564e | 650e | 384e |      | 386e | 112e | 84e  | 219e | 393e |